# Peter Bryan
Peter Bryan (ur. 4 października 1969 w Londynie) – brytyjski seryjny morderca i kanibal, który zamordował trzy osoby.
W 1993 zabił młotkiem dwudziestoletnią ekspedientkę, za co został skierowany do szpitala o podwyższonym rygorze w Rampton. W 2002, na skutek opinii komisji badającej jego zdrowie psychiczne, zezwolono mu na kontakt ze społeczeństwem i przeniesiono do domu opieki, gdzie każdy z pacjentów miał własne drzwi wejściowe i klucze. Ponownie trafił do szpitala po oskarżeniu o molestowanie siedemnastolatki, tym razem jako pacjent oddziału otwartego w Newham General Hospital. W lutym 2004, bez zezwolenia opuścił budynek szpitala i zabił swojego znajomego, a następnie usmażył i zjadł część jego mózgu, a ciało poćwiartował. W konsekwencji zajścia został aresztowany i umieszczony w szpitalu o zaostrzonym rygorze Broadmoor w Crowthorne, gdzie w kilka tygodni po przybyciu zamordował współpacjenta. Peter Bryan przyznał się do popełnienia obu zabójstw, tłumacząc się ograniczoną poczytalnością.
W przygotowanych dla służby zdrowia dwóch niezależnych raportach na temat zabójstw dokonanych przez Petera Bryana stwierdzono, że był to wyjątkowy przypadek i można było zrobić więcej, aby go powstrzymać. Wskazuje się w nich jednak na błędy systemowe, a nie winę konkretnych osób. Sprawa odbiła się głośnym echem w brytyjskich mediach.

## Ofiary Brayana
| Lp. | Ofiara           | Wiek | Data             |
| --- | ---------------- | ---- | ---------------- |
| 1.  | Nisha Sheth      | 20   | 18 marca 1993    |
| 2.  | Brian Cherry     | 43   | 17 lutego 2004   |
| 3.  | Richard Loudwell | 60   | 25 kwietnia 2004 |